# Frederic Seward

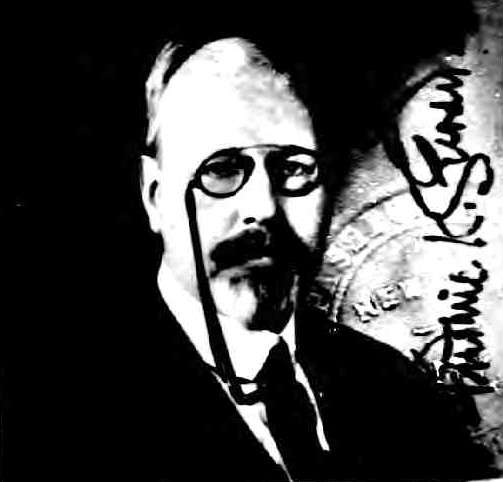
Frederic Seward, 1925.

Frederic Kimber Seward (* 23. März 1878 in Wilmington, Delaware, Vereinigte Staaten; † 7. Dezember 1943 in Forest Hills, Queens, New York) war ein US-amerikanischer Anwalt für Gesellschaftsrecht in New York und ein Direktor von George Gustav Heyes National Museum of the American Indian. Während des Zweiten Weltkriegs gehörte er zudem zum Rationierungskomitee für New York City.

## Leben

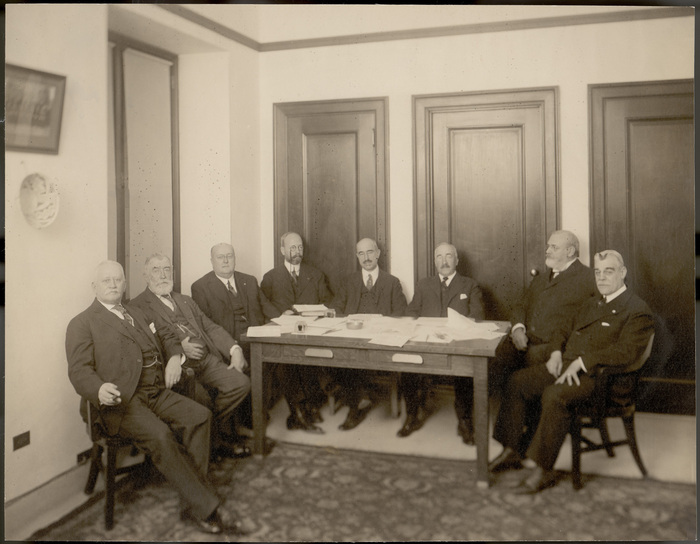
Frederic Seward (vierter von links) bei einem Direktorentreffen der Heye Foundation (ebenfalls im Bild sind u. a. George Gustav Heye und Archer Milton Huntington), ca. 1920.

Frederic Seward kam 1878 in Wilmington im US-Bundesstaat Delaware als Sohn des aus New Jersey stammenden Geistlichen Reverend Samuel Swezey Seward II (1838–1916) und dessen aus Delaware stammender Frau Christina Frederika (geb. Kimber) (1837–1906) zur Welt. Die Eltern hatten 1864 geheiratet.
Am 30. August 1902 heiratete er in Asbury Park (New Jersey) Sara Flemington Day (1878–1932). Sie hatten drei Kinder, Frederic K. Seward, Jr. (1904–1967), Katherine Seward (1907–1982; später Mrs. Donald W. Gardner) und Samuel S. Seward III (1910–1989).
Seward ging 1899 von der Columbia University ab und arbeitete ab 1908 in der New Yorker Anwaltskanzlei Curtis, Mallet, Prevost & Colt. Ab 1916 war Seward Mitglied des Board of Directors des George Gustav Heyes Museum of the American Indian, dem Vorläufer des heutigen George Gustav Heye Center, einem New Yorker Abzweig des National Museum of the American Indian in Washington, D.C. Während des Zweiten Weltkriegs saß Seward im Rationierungskomitee für New York City.

## Titanic

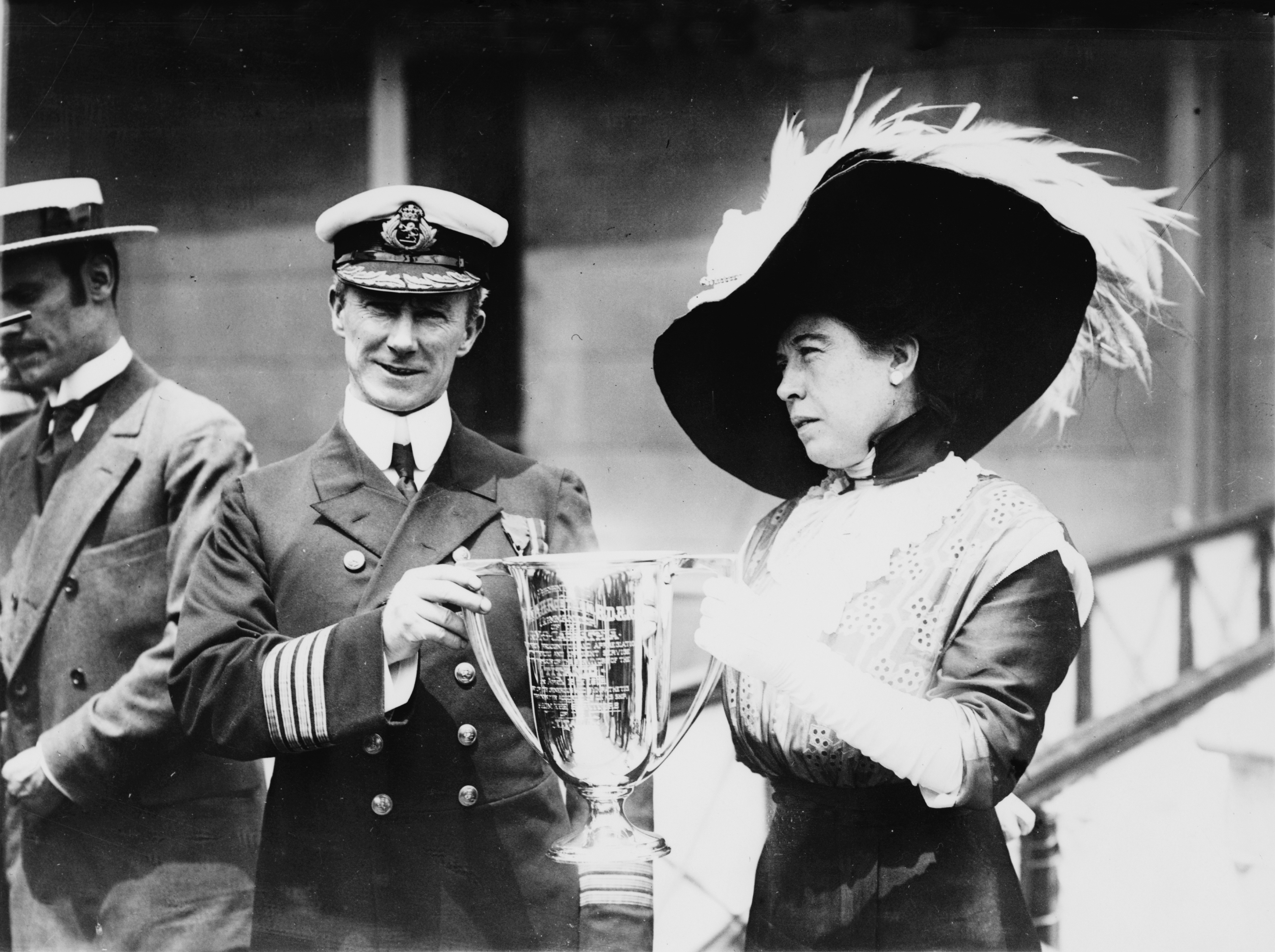
Kapitän Arthur Rostron und Margaret Brown mit dem Pokal für die Besatzung der Carpathia, 29. Mai 1912.

Nach einer zweimonatigen Geschäftsreise durch Europa ging Seward am Mittwoch, dem 10. April 1912 im südenglischen Southampton als Passagier Erster Klasse an Bord des neuen britischen Passagierschiffs Titanic, um nach New York zurückzukehren.
Am Abend der Kollision der Titanic mit dem Eisberg, Sonntag, 14. April, spielte Seward Karten in der Lounge der Ersten Klasse mit dem Börsenmakler William Sloper und der Schauspielerin Dorothy Gibson. Seward, Sloper, Gibson und Gibsons Mutter, Pauline Gibson, gingen zusammen an Deck und fanden es fast menschenleer vor (zu diesem frühen Zeitpunkt der Evakuierung war noch niemand alarmiert). Die Gruppe stand in der Nähe des Rettungsboots Nr. 7 an der Steuerbordseite. Auf dieser Seite des Schiffs hatte der Erste Offizier der Titanic, William M. Murdoch, Aufsicht über die Evakuierung. Dieses Boot wurde gegen 0.45 Uhr morgens, mehr als eine Stunde nach der Kollision, als erstes Rettungsboot zu Wasser gelassen. Sewards Gruppe entkam in diesem Boot.
Die Überlebenden der Titanic wurden an Bord des Cunard-Dampfers Carpathia nach New York gebracht. Während dieser Reise formte eine Gruppe von Überlebenden ein Gremium, deren Ziel es war, dem Kapitän der Carpathia, Arthur Rostron, sowie der Besatzung des Schiffs, ihre Dankbarkeit zu zeigen und sie finanziell zu entschädigen. Frederic Seward war der Vorsitzende dieses Gremiums. Die anderen Mitglieder waren die Millionärsgattin Margaret Brown, der Tennisspieler Karl Behr, Isaac Frauenthal, George Harder, Frederic Spedden und der schwedische Papierindustrielle Mauritz Björnström-Steffansson.
Frederic Seward starb am 7. Dezember 1943 im Alter von 65 Jahren in Queens, New York, elf Jahre nach dem Tod seiner Frau. Er wurde auf dem Fresh Pond Crematory and Columbarium in Middle Village, Queens beigesetzt.